# Bệnh sán chó
Bệnh sán chó, cũng còn gọi là bệnh nang sán chó , bệnh kén sán chó, hay bệnh sán dây chó, là bệnh ký sinh trùng sán dây thuộc giống Echinococcus. Có hai thể bệnh chính ở người là nang nước sán chó (cystic echinococcosis) và nang sán chó tổ ong (alveolar echinococcosis).  Hai thể ít phổ biến hơn là đa nang sán chó (polycystic echinococcosis) và đơn nang sán chó (unicystic echinococcosis).  Bệnh thường khởi đầu không có triệu chứng và tình trạng này có thể kéo dài nhiều năm.  Biểu hiện triệu chứng của bệnh tùy thuộc vào vị trí và kích thước của nang.  Thể nang sán tổ ong thường bắt đầu ở gan nhưng có thể lan sang các bộ phận khác của cơ thể, chẳng hạn phổi hoặc não.  Khi gan bị ảnh hưởng thì người bệnh có thể bị đau bụng, sụt cân, và vàng da.  Bệnh ảnh hưởng đến phổi có thể gây đau ngực, khó thở và ho.

## Nguyên nhân
Bệnh lây lan khi mà người ta ăn phải thực phẩm hoặc uống nước bị nhiễm trứng của ký sinh trùng hoặc tiếp xúc gần gũi với động vật bị bệnh. Trứng được phóng thích vào trong phân của những động vật ăn thịt bị nhiễm ký sinh trùng. Động vật thường bị nhiễm gồm: chó, cáo và chó sói. Các động vật này bị nhiễm là do ăn phải các cơ quan của động vật có nang sán, chẳng hạn như cừu hoặc loài gặm nhấm. Thể bệnh xảy ra ở người tùy thuộc vào loại "Echinococcus" gây bệnh.  Việc chẩn đoán thường bằng siêu âm dẫu rằng cắt lớp điện toán (CT) hoặc cộng hưởng từ (MRI) cũng có thể được dùng.  Xét nghiệm máu tìm kháng thể ký sinh trùng có thể giúp ích giống như sinh thiết.

## Phòng Ngừa và Điều Trị
Phòng ngừa bệnh thể nang nước sán chó bằng cách điều trị chó mang bệnh và tiêm chủng cừu.  Việc điều trị thường khó khăn.  Thể nang nước sán có thể được chọc hút qua da, tiếp sau đó là dùng thuốc. Đôi khi thể bệnh này chỉ được theo dõi. Thể nang sán tổ ong thường phải phẫu thuật, sau đó dùng thuốc. Thuốc được sử dụng là albendazole mà có lẽ phải uống trong nhiều năm. Thể tổ ong có thể gây tử vong.

## Dịch tễ học
Bệnh xảy ra ở hầu khắp thế giới và hiện có khoảng một triệu người bệnh.  Ở một số vùng của Nam Mỹ, châu Phi, và châu Á có đến 10% cư dân nơi đó mắc bệnh. Tính đến 2010, bệnh gây 1200 ca tử vong, giảm xuống từ 2000 vào 1990. Chi phí kinh tế dành cho bệnh ước tính khoảng 3 tỷ đô la Mỹ một năm.  Bệnh có thể xảy ra ở những động vật khác chẳng hạn heo, bò và ngựa.